# 関電プラント
関電プラント株式会社（かんでんプラント）は、主に関西電力の火力発電所・原子力発電所、および各種プラントの建設、保全を専門とする会社である。本社は大阪府大阪市北区に置く。

## 概要
2004年（平成16年）10月、関西電力グループ会社の分野・機能別再編に伴い、関電興業を母体として、関西テック、東光精機、園田計器工業、関電化工および原子力エンジニアリングより、火力発電所および原子力発電所の保全に関する事業を譲受した。同時に、電力流通設備に関する事業および土木・建築に関する事業等を関西電力グループの他の会社に移管した。

## 社是
- 安全優先
- 現地現物
- 誠実施工

## 事業所一覧
- 堺港事業所 - 大阪府堺市西区築港新町1丁2
- 南港事業所 - 大阪府大阪市住之江区南港南7丁目3番8号
- 舞鶴事業所 - 京都府舞鶴市千歳560番地5
- 姫路第一事業所 - 兵庫県姫路市飾磨区中島3058番1
- 姫路第二事業所 - 兵庫県姫路市飾磨区妻鹿常盤町
- 赤穂事業所 - 兵庫県赤穂市加里屋字東沖手1062
- 相生事業所 - 兵庫県相生市相生字柳山5315の46
- 海南事業所 - 和歌山県海南市船尾字中浜260の96
- 御坊事業所 - 和歌山県御坊市塩屋町南塩屋字富島1番地3
- 美浜事業所 - 福井県三方郡美浜町丹生61号東島5
- 敦賀事業所 - 福井県敦賀市明神町1
- 高浜事業所 - 福井県大飯郡高浜町田の浦
- 大飯事業所 - 福井県大飯郡おおい町大島